# Y염색체 아담

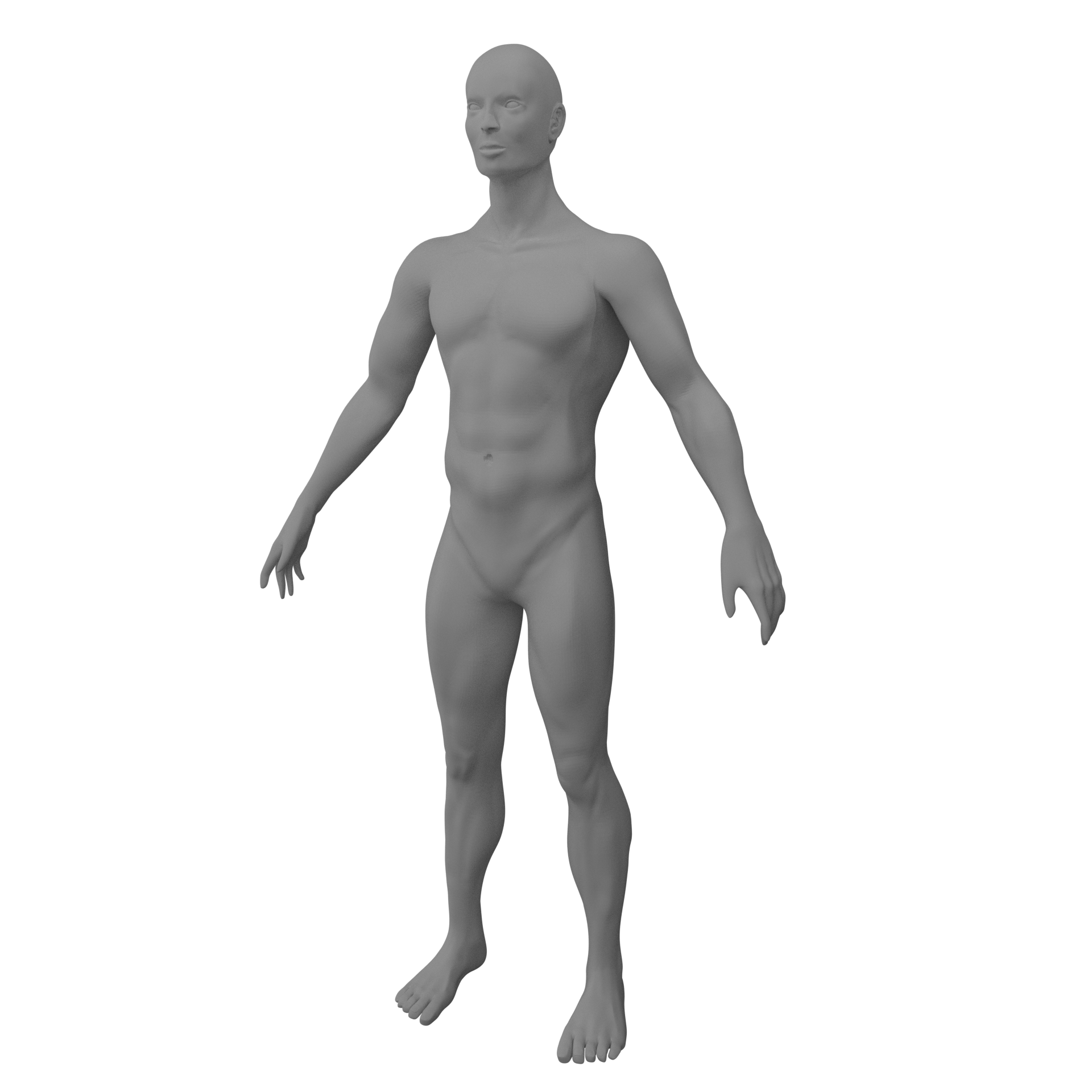
Y염색체 아담은 호모 사피엔스의 부계 공통 조상이다.

Y염색체 아담(Y-chromosomal Adam)은 인류유전학에서 Y염색체의 변이를 거슬러 올라갈 때 상정할 수 있는 현생 인류의 Y염색체에 의한 가장 최근의 부계 공통 조상(Y-chromosomal most recent common ancestor, Y-MRCA)을 가리키는 용어이다. 남성만이 갖는 Y염색체는 아버지에서 아들로 부계 유전하며 유전자 재조합이 없기 때문에, Y염색체에서 한 번 발생한 돌연변이는 자손에게 계속 유전되고 거듭하여 돌연변이가 일어나는 것 역시 누적되어 유전된다. 이를 근거로 Y염색체에서 발생한 특정 위치의 돌연변이에 의한 다형성을 비교하여 부계 혈통의 계통수를 추적할 수 있다.
이렇게 아들에서 아버지로 또 아버지에서 할아버지로 다형성을 거꾸로 추적하면 최종적으로 오늘날 살고 있는 모든 남성의 조상이 되는 부계 집단에 다다르게 되는데 이들이 Y염색체 아담이다. Y염색체 아담은 한 명의 개인이 아니라 최초 인류 집단이지만, 중간에 멸종하여 소실된 집단을 제외한 오늘날 살이 있는 인류 집단의 모든 부계 혈통의 역사를 재구성할 수 있게 해 준다. 한편 모계 유전하는 미토콘드리아 DNA의 변이를 추적하면 최초의 모계 집단에 이르게 되며 이를 미토콘드리아 이브라고 한다.
2013년 이전까지 알려지지 않은 Y염색체 하플로그룹이 발견되면서
Y염색체 아담이 살던 시기를 추정할 수 있는 근거가 마련되었다.
부계 유전을 따르는 Y염색체 아담과 모계 유전을 따르는 미토콘드리아 이브는 굳이 같은 시기에 살았을 이유가 없다. 독립적인 두 DNA의 돌연변이 시점이 일치할 까닭이 없기 때문이다. 2014년 연구에 따르면 둘은 비교적 비슷한 시기에 살았을 가능성이 있다. 하지만 돌연변이의 발생 시점을 추정하는 분자 시계는 분석 방법에 따라 적게는 몇 백년에서 많게는 만년까지도 차이를 보일 수 있기 때문에 크게 의미를 두기는 힘들다. 2015년 발견된 원시 Y염색체의 추정 연대는 원시 미토콘드리아 DNA의 추정 연대와 매우 밀접하여 20만년 전에서 30만년 전 사이로 추정되었다. 이에 따르면 그 즈음이 현생 인류와 해부학적으로 동일한 호모 사피엔스가 출현한 시기가 된다.
2016년 스페인의 시드론 동굴에서 발견된 네안데르탈인의 Y염색체 분석 결과에 따르면 네안데르탈인과 호모 사피엔스의 Y염색체 최근 공통 조상인 "선조" 아담의 발생 시기는 대략 58만 8천년 전으로 추정되고, 네안데르탈인과 호모 사피엔스의 Y염색체 분화 시점은 약 27만 5천년 전으로 추정되고 있다.

## 정의
Y염색체 아담, 즉 부계 인류의 Y염색체에 의한 가장 최근의 공통 조상(Y-MRCA)은 현재 살고 있는 인류 전체에 대한 부계 공통조상이다. 다시 말해 현재는 존속하지 않는 혈통은 제외된다. 호모 사피엔스의 범위를 넘어서 멸종한 과거 인류까지 확장할 경우 Y염색체 아담의 기원은 훨씬 더 오래 전으로 거슬러 올라갈 수 있고, 분석 또한 여의치 않다. 따라서 일반적으로 Y염색체 아담은 현대에 살고 있는 Y염색체 하플로그룹들에 대해서만 정의한다. 가계도에 비유하자면, 먼 옛날 한 아버지가 아들 둘을 두었는데 두 아들의 자손들 가운데 한 혈통의 남성이 모두 사라져 오늘날 남아 있지 않다면, 이 가계의 계통수에서 부계에 의한 가장 최근의 공통 조상은 먼 옛날의 그 아버지가 아니라 살아남은 혈통의 제일 위에 놓인 아들이 된다. 형제간이라도 유전체가 완전히 같다고 단정할 수 없기 때문이다.(사라진 혈통에 다른 돌연변이가 있었을 수 있다.)
아담이라는 이름은 성서의 창세기에서 가져온 비유일 뿐 Y염색체 아담이 오로지 한 명이었다는 의미는 아니다. 인류가 다른 유인원과 분화되기 이전부터 유전체에는 많은 대립형질이 있었기 때문에, 현대인과 해부학적으로 동일한 현생 인류로서 출발한 최초의 집단에 속한 남성들 또는 그 집단의 후손으로 아직 Y염색체에 또다른 돌연변이를 겪지 않은 다수의 남성들이 Y염색체 아담이 된다. Y염색체 아담의 당대에는 그와는 다른 다형성을 보이는 집단이 있었을 수 있지만, 오늘날에는 존재하지 않는다. 즉 Y염색체 아담에서 아들에서 아들로 대를 이어 부계 유전된 결과가 현생 인류 남성의 하플로그룹들이다. 현재 살아 있는 남성의 시료를 충분히 확보하여 분자 시계를 통해 분석하면 Y염색체 아담의 최대 하한 연대를 추정할 수 있다.
한편 사람속 이전의 단계에서 이미 종분화를 거친 다른 유인원과 사람은 아예 Y염색체의 크기와 위치에 많은 차이를 보인다. 따라서 사람속으로의 진화에는 대규모 유전자 변이와 병목현상이 있었을 것으로 추정된다. 유인원들은 자신의 속한 종의 집단 사이에서 Y염색체 하플로그룹을 형성하는데, 오랑우탄의 경우 6 종, 고릴라의 경우 14종, 보노보의 경우 4종, 침팬지의 경우 19종의 하플로그룹이 보고되어 있다. 사람속과 다른 유인원의 분화 시기는 약 6백만년 전으로 Y염색체 아담의 발생의 최대 하한 연대인 30만년 전과는 매우 큰 차이가 있다.

## 연대 추정
Y염색체 아담의 발생 시기 추정은 현생 인류가 지닌 Y염색체 가운데 가장 원형에 가까운 것을 확인하는 것과 깊은 관련이 있다. 2013년 이에 해당하는 하플로그룹 A의 하위 계통군인 하플로그룹 A00이 발견되었고, 2014년에서 2015년 사이 진행된 분석에서 16만년전에서 30만년전 사이로 추정되었다.

### 분석 방법
Y염색체 아담이 언제 어디서 살던 누구였는 지에 대한 추정은 연구가 진행될수록 계속하여 변경되었다. 기존의 추정이 변화하게 된 요인으로는 다음과 같은 것들이 있다.
- 지금까지 알려지지 않았던 혈통의 Y염색체가 발견되면 기존의 하플로그룹에 대한 재평가가 이루어 질 수 있고, 그 결과 공통의 조상이 살던 시기나 지역에 대한 추정 역시 변화할 수 있다.
- 기저에 해당하는 변이를 가진 혈통을 발견하게 될 경우 계통수의 해석이 바뀔 수 있다. 예를 들어 하플로그룹 DE에 속하는 파라그룹 DE*에 대한 연구 과정에서 하플로그룹 D는 D1과 D2로 세분화되었다.
- Y염색체에서 일어나는 돌연변이의 빈도에 대한 해석은 Y염색체 아담이 살던 시기를 추정하는 데 가장 큰 영향을 미친다. 돌연변이 발생 빈도를 낮게 잡으면 Y염색체 아담이 살던 시기는 더 옛날로 거슬러 올라가고, 발생 빈도를 높게 잡으면 Y염색체 아담의 시대는 그보다 후대로 내려오게 된다.

Y염색체 아담이 살던 시기에 대한 추정은 분자 시계 방법을 사용한다. 약 1만6천 개의 염기쌍으로 이루어져 있고 돌연변이 발생 빈도가 높은 미토콘드리아 DNA의 경우와 달리 Y염색체에는 약 6천만 개의 염기쌍이 있고 돌연변이 발생 빈도가 낮다. 미토콘드리아 DNA는 체세포 DNA에 속하고 한 사람의 전 생애에 걸쳐 끊임 없이 세포 분열을 반복하지만, Y염색체의 전달은 감수 분열 과정에서만 이루어지기 때문이다. 이러한 특징은 Y염색체 다형성의 분화를 늦추게 되고 돌연변이 발생 시기에 대한 정확한 추정을 어렵게 한다.
Y염색체 자체가 갖는 분자 진화 특징 역시 Y염색체 아담이 살던 시기의 추정에 사용된다. 상염색체들과 달리 인간의 Y염색체는 유전자 재조합을 할 수가 없다. 이때문에 Y염색체는 아버지의 것이 아들로 그대로 이어지는 부계 유전을 하게 된다. 다만, Y염색체 끝자락은 X염색체와 재조합을 하는 거짓 상염색체 구간이 있다. 이 거짓 상염색체 구간을 제외한 부계 유전 구간에서 돌연변이가 일어나면 그 돌연변이 역시 그대로 아들에게 전해져 부계를 따라 유전하게 된다.
Y염색체의 염기서열 하나에 일어난 돌연변이들은 고유한 개개인의 유전적 특징을 살필 수 있는 표지자 역할을 하게 된다. 이러한 유전자 표지는 친자 확인과 같이 당대의 자손을 확인하는 데에도 쓰인다. 한번 생겨난 유전자 표지는 계속해서 아들에서 아들로 유전하므로 오랜 세월이 지나면 특정적인 유전자 표지를 지니는 인구 집단이 생겨나게 된다. 이를 인류 Y-염색체 DNA 하플로그룹이라고 한다. 인류유전학의 하플로그룹 추적은 원리적으로 친자 확인과 같은 방법을 사용하는 것이지만, 인구 집단의 공통 요소를 정의하여 유전자 특징의 분석을 집단으로 확장한 것이다.
만일 지리적으로 멀리 떨어져 살고 있는 두 집단에서 동일한 부계 유전 특징이 나타난 다면, 두 집단은 과거의 어느 시점에 살던 하나의 부계 조상 집단에서 나뉘어 졌음을 알 수 있다. 이렇게 하여 계속하여 돌연변이된 유전자 표지자를 추적하면 결국 최초의 부계 조상에 다다르게 된다. 한편 이 두 집단 중 하나는 부계 조상으로부터 물려받은 돌연변이 표지만을 지니고 있고, 다른 집단은 그것과 동일한 표지를 지니면서 상대 집단에서 보이지 않는 새로운 표지도 보인다면, 두 집단은 동일한 부계 혈통에서 출발하였지만 어느 순간 나뉘어 새로운 표지를 가진 집단이 생겼음을 알게 된다. 앞서 말한 분자 시계 방식을 사용하면 두 집단이 언제쯤 분화되었는 지도 추정할 수 있다. 이렇게 하여 Y염색체 아담에서 현생 인류의 여러 하플로그룹에 이르기까지 부계 혈통의 분화를 기준으로 하플로그룹을 정리하여 계통수를 구성할 수 있다.
돌연변이에 의한 유전성 질환과 같은 이유로 진화의 과정에서 절멸된 혈통은 확인이 불가능하고 따라서 Y염색체 아담에서 현재 살고 있는 인구 집단으로 이어지는 계통수에서 제외된다. 하지만 염색체의 상당수를 차지하는 슈도진은 유전자 발현에 관여하지 않기 때문에 여기서 일어나는 돌연변이는 별다른 자연 선택 작용 없이 중립 진화 이론을 따르며 단순히 유전자 표지자로서만 기능하게 된다.

### 연대 추정의 경과
Y염색체 아담에 대한 연대 추정이 시작된 것은 1990년대로 당시 추정 연대는 약 20만년 전에서 30만년 전 사이였다. 2000년 톰슨 연구팀은 이보다 늦은 시기인 5만9천년 전 무렵으로 추정하였다. 한편, 같은 시기 모계 혈통의 최근 공통 조상인 미토콘드리아 이브의 생존 시기는 약 15만년 전에서 20만년 전으로 추정된 바 있다.
2010년대 초기 연구 가운데 하나는 Y염색체 아담의 연대를 12만년전에서 16만년 전 사이로 보았다. 이 연구는 Y염색체의 계통수를 하플로그룹 A를 근간으로 다시 정립하여 연대를 추정하였다. 2013년 프란칼라치 연구팀은 1204명의 사르뎨냐인 남성을 대상으로 한 Y염색체의 단일염기 다형성 분석을 통해 이들의 가장 최근의 부계 공통 조상을 18만년 전에서 20만년 전으로 추정하였다. 이는 Y 염색체 아담의 생존 시기가 이와 같거나 더 오래다는 것을 뜻한다. 같은 해 포츠니크 연구팀은 9개의 서로 다른 집단에 속한 69명의 남성을 대상으로 한 총유전체 분석을 통해 Y염색체 아담의 생존 시기를 12만년 전에서 15만6천 년 전으로 추정하였다. 이 연구는 미토콘드리아 이브의 연대도 함께 추정하여 9만9천년 전에서 14만8천년 전으로 제시하였다. 이와 같은 결과는 Y염색체 아담과 미토콘드리아 이브의 생존 시기의 최대 하한과 최소 상한 사이이 2만8천년 정도 겹치는 것이어서 "둘이 같은 시기에 땅 위를 걸어 다녔을 가능성"을 열어 둔다.
2013년 멘데츠 연구팀은 이전까지는 알려지지 않았던 가장 원형에 가까운 집단인 하플로그룹 A00를 발견하였고 이들과 다른 하플로그룹의 비교를 통해 Y염색체 아담의 생존 연대를 33만8천년 전(95% 신뢰수준에서 23만7천년 전에서 58만1천년 전 사이)로 발표하였다. 그러나 엘하이크 연구팀은 2014년 95% 신뢰 수준에서 16만3천9백년 전에서 26만2백년 전 사이로 추정하였고, 카르민 연구팀의 2015년 연구 결과는 95% 신뢰 수준에서 19만2천년 전에서 30만7천년 전 사이로 제시하였다. 카르민 팀은 또한 같은 연구에서 인류가 아프리카를 벗어나는 과정은 대략 5만년 정도의 기간 동안에 이루어 진 것으로 추정하였으며 이렇게 아프리카를 벗어난 인류가 두번째 병목현상을 맞은 것은 1만년 전 무렵이라고 추정하였다.

## 계통수

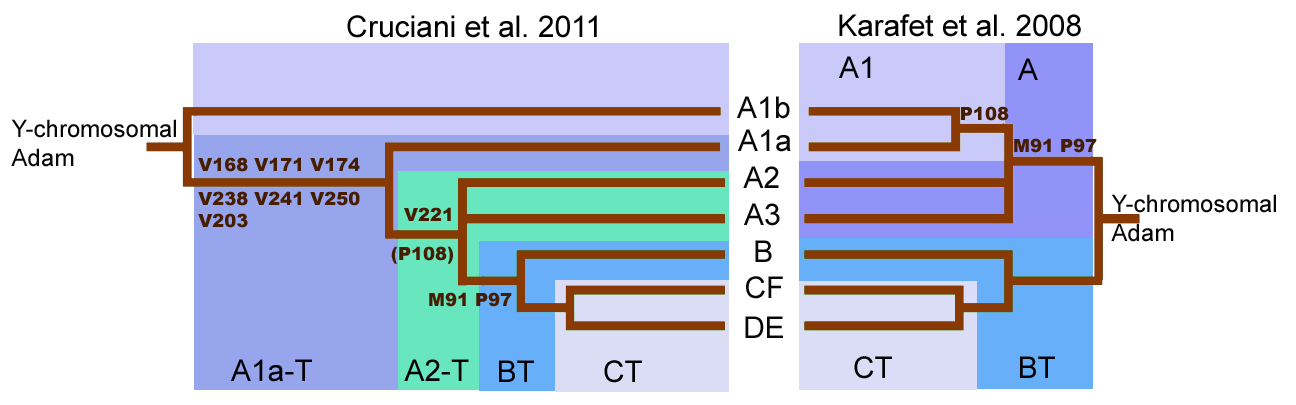
Y염색체 아담에서 현재 살고 있는 인구 집단으로 이어지는 계통수의 구성. 왼쪽은 2011년 크루시아니 연구팀이 발표한 것이고, 오른쪽은 2008년 카라페트 팀이 발표한 것이다. 이 계통수에는 양쪽 다 이후 새롭게 발견된 하플로그룹 A00 이 빠져있다. 위 도표에서 A1b로 명명된 하플로그룹은 이후 A0으로 이름을 바꾸었다.

2008년 카라페트 연구팀은 Y염색체 아담에서 갈라진 하플로그룹의 기저를 크게 A와 BT로 정리하여 발표하였다. 하플로그룹 A는 아프리카의 수렵 채집 문화에서 낮은 빈도로 관찰된다. 한편, BT는 아프리카 내에서도 다수를 차지하고 아프리카를 벗어난 인류 집단 모두에서 관찰된다. Y염색체 아담은 이 두 그룹의 공통 조상이고 두 그룹은 Y염색체 아담에서 이어진 자손이지만 둘의 단일염기 다형성은 서로 다른 고유한 것이다.
2011년 크루시아니 연구팀은 A 그룹에 속하는 하플로그룹 사이에 A와 BT를 가르는 기준보다 오히려 더 큰 차이가 존재한다고 보고하였다. 더욱이 그 이후에 발견된 A00은 기존의 계통수에 들여 놓을 자리가 없었다. 하플로그룹 A가 반드시 단계통군일 필요는 없기 때문에 A로 묶인 하플로 그룹들 사이의 계통수 정리가 불가피하였다.
A와 BT를 구분하는 돌연변이는 M91과 P97 표지이다. 하플로그룹 A의 M91 표지자에는 티민이 연속하여 8번 이어져 있고, BT는 같은 자리에서 티민 9개가 연속되어 있다. 2008년 카라페트 연구팀은 침팬지의 경우도 M91 표지자의 티민이 9개 연속되기 때문에 하플로그룹 A의 M91은 어느 시점에서 티민 하나가 삭제된 것으로 보았고 BT가 보다 선조의 것이고 A는 그 보다 이후의 시점에 돌연변이를 일으킨 것으로 해석하였다. 한편, 하플로그룹 A의 하위 계통군인 A1a와 A1b는 모두 M91에 티민 8개가 연속된다.
물론 거꾸로의 해석도 가능하다. 2011년 크루시아니 연구팀은 M91 표지자의 티민 연속 서열은 원래 8개였지만(하플로그룹 A) 어느 순간 1개가 삽입되어 9개로 늘어난 집단(하플로그룹 BT)이 생겼다고 보았다. 이러한 해석은 하플로그룹 A의 하위 계통군인 A1b와 A1a-T가 아주 이른 시기에 분화된 것이란 점을 설명하기 위해 도입되었다. A1b와 A1a-T는 모두 M91의 티민이 8개인데 둘을 가르는 다른 표지자들의 형성 시기는 M91의 돌연변이 시점과 그리 멀지 않았기 때문이다. 크루시아니 팀은 M91뿐만 아니라 P97 표지자도 하플로그룹을 정의하는 기준으로 삼아 A가 보다 선조의 것이고 BT는 그 보다 이후에 생긴 집단이라고 발표하였다. 이 경우 침팬지와 같은 유인원의 결과는 인간의 것과는 별개로 진행된 돌연변이에 의한 것이 된다.
최근의 연구 결과를 반영한 하플로그룹의 계통수는 아래와 같다.
| 인류 Y-염색체 DNA (Y-DNA) 하플로그룹 계보                         |               |     |       |       |       |      |      |    |    |    |    |    |    |    |    |    |    |    |   |   |     |     |     |     |    |    |   |   |    |    |        |        |        |        |        |        |        |        |        |        |  |  |  |
|                                                                   | Y-염색체 아담 |     |       |       |       |      |      |    |    |    |    |    |    |    |    |    |    |    |   |   |     |     |     |     |    |    |   |   |    |    |        |        |        |        |        |        |        |        |        |        |  |  |  |
| A                                                                 |               |     |       |       |       |      |      |    |    |    |    |    |    |    |    |    |    |    |   |   |     |     |     |     |    |    |   |   |    |    |        |        |        |        |        |        |        |        |        |        |  |  |  |
|                                                                   |               | A1b | A1a-T | A1a-T | A1a-T |      |      |    |    |    |    |    |    |    |    |    |    |    |   |   |     |     |     |     |    |    |   |   |    |    |        |        |        |        |        |        |        |        |        |        |  |  |  |
|                                                                   |               |     | A1a   | A1a   | A1a   | A2-T | A2-T |    |    |    |    |    |    |    |    |    |    |    |   |   |     |     |     |     |    |    |   |   |    |    |        |        |        |        |        |        |        |        |        |        |  |  |  |
|                                                                   |               |     |       |       |       | A2   | A3   | A3 | BT | BT | BT |    |    |    |    |    |    |    |   |   |     |     |     |     |    |    |   |   |    |    |        |        |        |        |        |        |        |        |        |        |  |  |  |
|                                                                   |               |     |       |       |       |      |      |    | B  | B  | B  | CT | CT |    |    |    |    |    |   |   |     |     |     |     |    |    |   |   |    |    |        |        |        |        |        |        |        |        |        |        |  |  |  |
|                                                                   |               |     |       |       |       |      |      |    |    |    |    |    | DE | DE | CF | CF | CF | CF |   |   |     |     |     |     |    |    |   |   |    |    |        |        |        |        |        |        |        |        |        |        |  |  |  |
|                                                                   |               |     |       |       |       |      |      |    |    |    |    |    | D  | E  |    | C  | C  | F  | F | F |     |     |     |     |    |    |   |   |    |    |        |        |        |        |        |        |        |        |        |        |  |  |  |
|                                                                   |               |     |       |       |       |      |      |    |    |    |    |    |    |    |    |    |    | G  | H | H | IJK | IJK | IJK | IJK |    |    |   |   |    |    |        |        |        |        |        |        |        |        |        |        |  |  |  |
|                                                                   |               |     |       |       |       |      |      |    |    |    |    |    |    |    |    |    |    |    |   |   |     |     | IJ  | K   | K  | K  | K | K | K  | K  | K      | K      | K      |        |        |        |        |        |        |        |  |  |  |
|                                                                   |               |     |       |       |       |      |      |    |    |    |    |    |    |    |    |    |    |    |   |   |     | I   | I   | J   | J  |    |   |   | LT | LT | K(xLT) | K(xLT) | K(xLT) | K(xLT) | K(xLT) | K(xLT) | K(xLT) | K(xLT) | K(xLT) | K(xLT) |  |  |  |
|                                                                   |               |     |       |       |       |      |      |    |    |    |    |    |    |    |    |    |    |    |   |   |     | I1  | I2  |     | J1 | J2 |   | L | T  |    | M      | NO     | P      | S      |        |        |        |        |        |        |  |  |  |
|                                                                   |               |     |       |       |       |      |      |    |    |    |    |    |    |    |    |    |    |    |   |   |     |     |     |     |    |    |   |   |    |    |        |        | O      | N      |        | Q      | R      |        |        |        |  |  |  |
|                                                                   |               |     |       |       |       |      |      |    |    |    |    |    |    |    |    |    |    |    |   |   |     |     |     |     |    |    |   |   | O1 | O1 | O2     | O2     | O2     |        | R1     | R1     | R2     |        |        |        |  |  |  |
|                                                                   |               |     |       |       |       |      |      |    |    |    |    |    |    |    |    |    |    |    |   |   |     |     |     |     |    |    |   |   |    |    | O1a    | O1a    | O1a    | O1b    |        | R1a    | R1b    |        |        |        |  |  |  |
|                                                                   |               |     |       |       |       |      |      |    |    |    |    |    |    |    |    |    |    |    |   |   |     |     |     |     |    |    |   |   |    |    | O1b1   | O1b1   | O1b1   | O1b2   | O1b2   | O1b2   | O1b2   |        |        |        |  |  |  |
| 인구에 따른 Y 염색체 하플로그룹 · 역사적 인물들의 하플로그룹 목록 |               |     |       |       |       |      |      |    |    |    |    |    |    |    |    |    |    |    |   |   |     |     |     |     |    |    |   |   |    |    |        |        |        |        |        |        |        |        |        |        |  |  |  |

## 지리적 기원

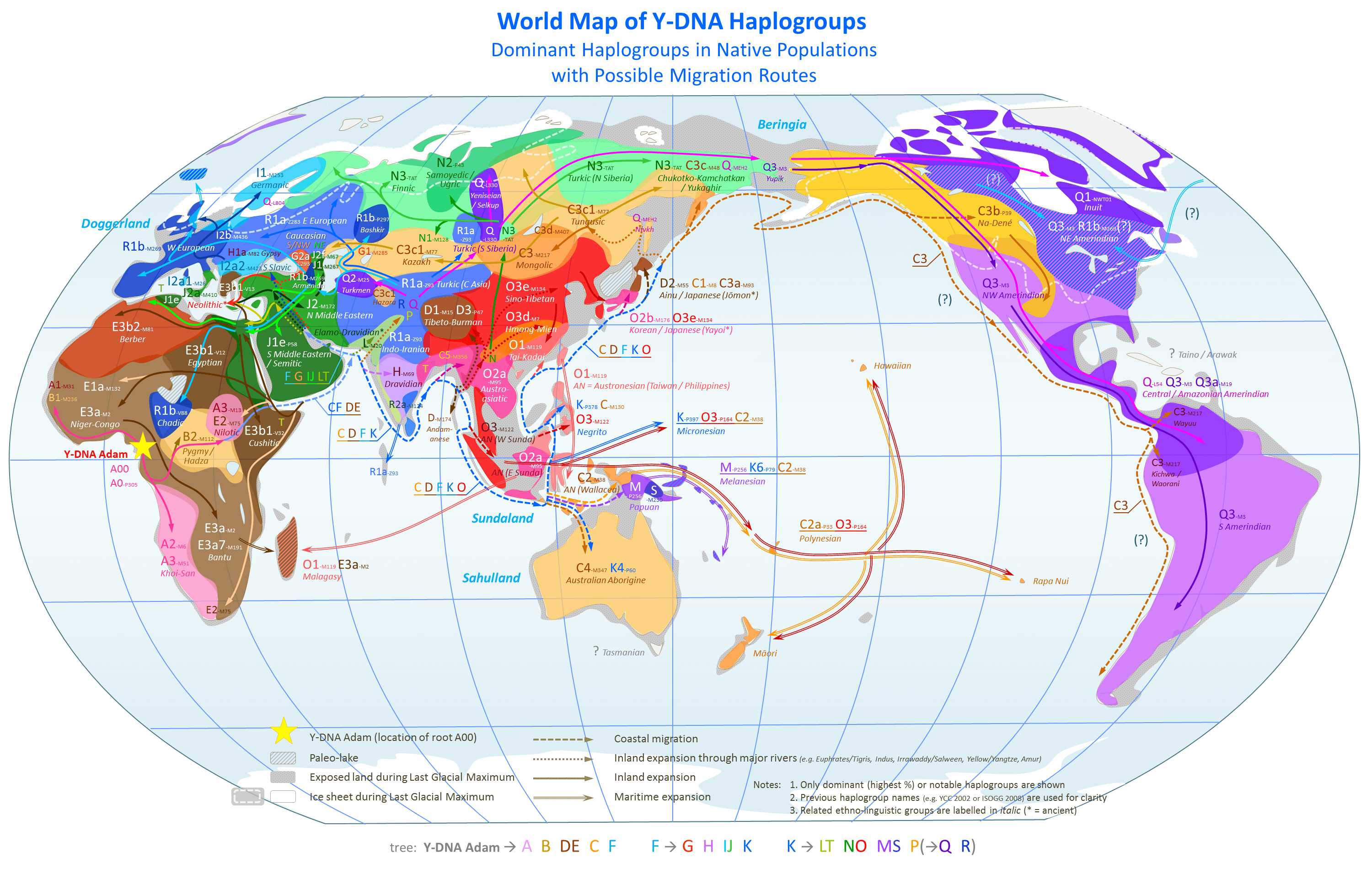
Y염색체 하플로 그룹의 분포와 이동 경로

인류 Y-염색체 DNA 하플로그룹의 지리적 분포는 현생 인류의 아프리카 기원설을 지지한다. 2011년 크루시아니 연구팀은 아프리카의 중북부를 Y염색체 아담이 살던 곳으로 지목했다.
2012년 스코차리 연구팀은 아프리카 대륙 북서부를 A1b 그룹의 발원지로 추정하였다. 2013년 카메룬의 서쪽에 거주하는 므보인에게서 발견된 하플로그룹 A00 역시 Y염섹체 아담이 아프리카에 살았음을 지지한다.
현생 인류가 Y염색체 아담만을 직계 선조로 두는 것은 아니다. 2009년 스반테 페보 연구팀이 발표한 네안데르탈인의 유전체 분석 결과를 현생 인류의 유전체와 비교하면 네안데르탈인의 유전체 가운데 최소 1 ~ 4% 가 현생 인류로 전해졌다. 즉, 현생 인류는 아프리카를 벗어난 어느 시점에 네안데르탈인과 혼혈을 맺었다는 것을 의미한다. 멘데츠 연구팀은 2016년 네안데르탈인의 Y염색체를 확보하여 분석한 바 있고, 이를 바탕으로 유라시아의 부계 혈통과 네안데르탈인 부계 혈통의 마지막 공통 조상의 생존 시기를 더 오래전으로 끌어 내렸다. 이에 따라 현생 인류의 기원은 아프리카에서 출발한 Y염색체 아담뿐만 아니라 어느 시점에서 호모 에렉투스와 갈라잔 네안데르탈인의 진화 역사도 함께 고려해야만 하는 문제가 되었다.

## 같이 보기
- 산족
- 유전학적 계통 분석
- 인류 Y-염색체 DNA 하플로그룹
- 미토콘드리아 이브

## 참고 문헌
- Gibbons, A. (2001). “Modern Men Trace Ancestry to African Migrants”. 《Science》 292 (5519): 1051–52. doi:10.1126/science.292.5519.1051b. PMID 11352048. S2CID 83688736.
- Ke, Yuehai (2001). “African Origin of Modern Humans in East Asia: A Tale of 12,000 Y Chromosomes”. 《Science》 292 (5519): 1151–53. Bibcode:2001Sci...292.1151K. doi:10.1126/science.1060011. PMID 11349147. S2CID 32685801.
- Bateman, A. J. (1948). “Intra-sexual selection in Drosophila”. 《Heredity》 2 (3): 349–68. doi:10.1038/hdy.1948.21. PMID 18103134.
- Fu, YX; Li, WH; Donnelly, P.; Tavaré, S.; Balding, D. J.; Griffiths, R. C.; Weiss, G.; Von Haeseler, A.; Rogers, J. (1996). “Estimating the age of the common ancestor of men from the ZFY intron”. 《Science》 272 (5266): 1356–57; author reply 1361–1362. Bibcode:1996Sci...272.1356F. doi:10.1126/science.272.5266.1356. PMID 8650550.
- Donnelly, P; Tavaré, S; Balding, DJ; Griffiths, RC (May 1996). “Estimating the age of the common ancestor of men from the ZFY intron”. 《Science》 272 (5266): 1357–59; author reply 1361–62. doi:10.1126/science.272.5266.1357. PMID 8650551.
- Dorit, RL; Akashi, H; Gilbert, W (May 1995). “Absence of polymorphism at the ZFY locus on the human Y chromosome”. 《Science》 268 (5214): 1183–85. Bibcode:1995Sci...268.1183D. doi:10.1126/science.7761836. PMID 7761836.